# Педро Лукас (футболист, 2002)
Педро Лукас Тапиас Обермюллер (порт. Pedro Lucas Tápias Obermüller; родился 26 июля 2002, Байшу-Гуанду) — бразильский футболист,  атакующий полузащитник клуба «Гремио», выступающий на правах аренды за «Сеару».

## Клубная карьера
Уроженец Байшу-Гуанду (штат Эспириту-Санту), Педро Лукас начал выступать за молодёжную команду «Гремио» в 2014 году в возрасте 12 лет. В августе 2018 года подписал с клубом свой первый профессиональный контракт.
В основном составе «Гремио» дебютировал 4 марта 2021 года в матче Лиги Гаушу против клуба «Гремио Эспортиво Бразил». 17 марта 2021 года дебютировал в Кубке Либертадорес в матче против перуанского клуба «Аякучо».

## Карьера в сборной
В октябре 2019 года был включён в заявку сборной Бразилии до 17 лет на предстоящий юношеский чемпионат мира. На турнире провёл 5 матчей и помог бразильцам в четвёртый раз в истории выиграть юношеский чемпионат мира.

## Достижения
«Гремио»
- Чемпион штата Риу-Гранди-Ду-Сул (2): 2021, 2022

Сборная Бразилии (до 17 лет)
- Победитель чемпионата мира (до 17 лет): 2019